# Avatar (film, 2009)
Avatar je americký sci-fi film Jamese Camerona z roku 2009. Je natočen kombinací živých herců a počítačových animací. Pojednává o střetu pozemšťanů a domorodců na měsíci Pandora. Jedná se o komerčně nejúspěšnější film všech dob, se započtením inflace pak komerčně druhý nejúspěšnější film všech dob (po snímku Jih proti severu). Získal také řadu ocenění, především za vizuální efekty. Byl prvním snímkem masivně nasazeným v digitalizovaných kinech na nosičích DCP a ve formátu 3D.

## Děj
Příběh filmu se odehrává od května do srpna roku 2154. Lidé již vyčerpali pozemské zdroje, což vedlo k energetické a environmentální krizi. Hlavním hybatelem se stala korporace RDA (celým názvem Resources Development Administration, česky Agentura pro rozvoj zdrojů), která začala těžit vzácný supravodivý minerál zvaný unobtanium na vzdálené Pandoře, zalesněném měsíci, který obíhá fiktivní planetu Polyfémos v soustavě Alfa Centauri. Pandora, která ačkoliv připomíná dávnou Zemi a je bohatá na život, má pro lidi nedýchatelnou atmosféru. Obývá ji lid Na'vi, inteligentní druh humanoidů na úrovni neolitu, kteří měří tři metry na výšku, mají modrou kůži, čtyři prsty a žijí v úzkém harmonickém vztahu s přírodou, jež uctívají jako svou bohyni Eywu. Aby byli lidé schopni zkoumat biosféru Pandory, používají lidsko-Na'vijské hybridy zvané „avatary“, kteří jsou dálkově řízeni geneticky shodnými lidmi pomocí umělého neurologického propojení.
Samotný děj filmu sleduje Jakea Sullyho, bývalého mariňáka, který ochrnul na spodní polovinu těla. Jeho bratr se měl stát operátorem jednoho z avatarů, ale jelikož byl před odletem na Pandoru zavražděn, náhradníkem se coby identické dvojče stal Jake. Ačkoliv jej Dr. Grace Augustinová, vedoucí celého Programu avatar, nepovažuje za vhodnou náhradu, přijme jej přinejmenším jako bodyguarda. Po příletu na Pandoru se tak probouzí v těle svého avatara a společně s Grace a vědcem Dr. Normem Spellmanem se vydávají na výzkumnou výpravu, která se však zvrtne, když jsou napadeni thanatorem, místním vrcholným predátorem. Jake je nucen uprchnout a oddělí se od skupiny, až se setkává s Neytiri, jednou z Na'vi. Přestože Jakea zpočátku odmítá, nakonec se rozhodne jej vzít ke svému klanu, který sídlí v gigantickém dutém stromě. Neytirina matka Mo'at, která je duchovní vůdkyní, nařídí své dceři naučit Jakea jejich způsobům.
Mezitím plukovník Miles Quaritch, šéf soukromých bezpečnostních sil RDA, slíbí Jakeovi, že mu společnost vyléčí ochrnuté nohy výměnou za informace o Na'vi a jejich domovském stromě, který roste na bohatém nalezišti unobtania. Jakmile se o této skutečnosti dozví Grace, odletí s Jakem a Normem na odříznuté stanoviště, kde nadále pracují na Programu avatar bez dohledu RDA. Po následující tři měsíce se Jake stává jedním z lidu Na'vi a sbližuje se s Neytiri. Jakmile je rituálně přijat do klanu, vyznají si s Neytiri lásku a stráví spolu noc na posvátném místě. Bohužel, hned následujícího rána dorazí buldozery a celé místo zničí. Jake je ve snaze je zastavit odhalen a prohlášen za nepřítele. Vysvětlí, že Na'vi svůj domovský strom nikdy neopustí, a proto jej administrátor Parker Selfridge nařídí vypálit.
Grace je varuje, že zničení domovského stromu představuje nejen nepředstavitelnou ztrátu pro místní lid, ale zároveň by to mohlo poškodit obrovskou propojenou síť zdejší biosféry. Selfridge jim proto dá hodinu, aby varovali klan. Jake vyjde s pravdou ven a přizná, že byl po celou dobu špion, což nejen hluboce raní Neytiri, ale všichni ostatní jej zavrhnou a zajmou jako rukojmí. Ve stejné chvíli přiletí vzdušná technika RDA a na Quaritchův příkaz zničí celý strom a zabijí Neytirina otce (náčelníka kmene) a mnoho dalších. Mo'at v návalu zoufalství osvobodí Jakea a Grace, ale ještě než mohou cokoliv udělat, jsou odpojeni od svých avatarů a uvězněni. O něco později pilotka Trudy Chacónová, znechucena Quaritchovou brutalitou, osvobodí Jakea, Grace a Norma a odletí s nimi na tajné stanoviště, ale Grace je při útěku postřelena.
Aby Jake získal zpět důvěru Na'vi, ochočí si velkého leonopteryxe, vzdušného predátora, jehož se místní bojí a chovají k němu až posvátnou úctu. Následně zbytky klanu nalezne u Stromu duší, přímého napojení na biologickou síť Pandory. Vzhledem k faktu, že se spojil s leonopteryxem, jej Na'vi znovu přijmou mezi sebe, načež požádá Mo'at, aby se přinejmenším pokusila zachránit Grace. Pomocí Stromu duší se pokusí přesunout vědomí Grace do jejího avatara, ta však zemře vyčerpáním. Po následujících několik dní s podporou nového náčelníka Tsu'teye sjednotí Jake desítky klanů ve snaze definitivně porazit RDA. Quaritch mezitím zahájí preventivní útok na Strom duší, jehož zničení by zcela zdevastovalo morálku Na'vi. V předvečer bitvy se Jake skrz Strom duší pomodlí k Eywě a požádá ji o pomoc.
Následujícího dne dojde k bitvě. Na'vi utrpí těžké ztráty, umírá Tsu'tey, Trudy a Normův avatar, ale v nejčernější hodině se do boje přidá divoká pandorská zvěř a zcela přečíslí jednotky RDA, což si Na'vi vysvětlí jako Eywinu odpověď na Jakeovu modlitbu. Jake záhy odpálí bombardér, čímž zachrání Strom duší, ovšem Quaritch včas uprchne v bitevním exoobleku a zaútočí na skryté stanoviště, kde je Jake napojen na avatara. Poškodí jeho komoru, kvůli čemuž je vystaven pandorské nedýchatelné atmosféře. Vzápětí však dorazí Neytiri a Quaritche zabije a na poslední chvíli nasadí Jakeovi dýchací masku, díky čemuž je zachráněn. Poprvé tak spatří jeho lidskou podobu.
Na'vi zvítězili. S výjimkou Jakea, Norma a dalších vybraných jsou všichni lidé vyhnáni z Pandory zpět na rodnou Zemi. Jake pustí leonopteryxe na svobodu, stane se novým náčelníkem a pomocí Stromu duší si trvale přesune své vědomí do těla avatara.

## Obsazení
| Sam Worthington    | Jake Sully               |
| Zoe Saldana        | Neytiri                  |
| Michelle Rodriguez | Trudy Chaconová          |
| Stephen Lang       | plukovník Miles Quaritch |
| Sigourney Weaver   | Dr. Grace Augustinová    |
| Giovanni Ribisi    | Parker Selfridge         |
| Matt Gerard        | desátník Lyle Weinfleet  |
| Joel Moore         | Norm Spellman            |
| Laz Alonso         | Tsu'Tey                  |
| CCH Pounder        | Mo'at                    |
| Wes Studi          | Eytukan                  |
| Dileep Rao         | dr. Max Patel            |

## České znění
| Martin Písařík    | Jake Sully               |
| Andrea Elsnerová  | Neytiri                  |
| Jitka Ježková     | Trudy Chaconová          |
| Jiří Plachý ml.   | plukovník Miles Quaritch |
| Dagmar Čárová     | dr. Grace Augustinová    |
| Jan Dolanský      | Parker Selfridge         |
| Filip Jančík      | Tsu'Tey                  |
| Alena Procházková | Mo'at                    |
| Václav Rašilov    | dr. Max Patel            |

## Přijetí

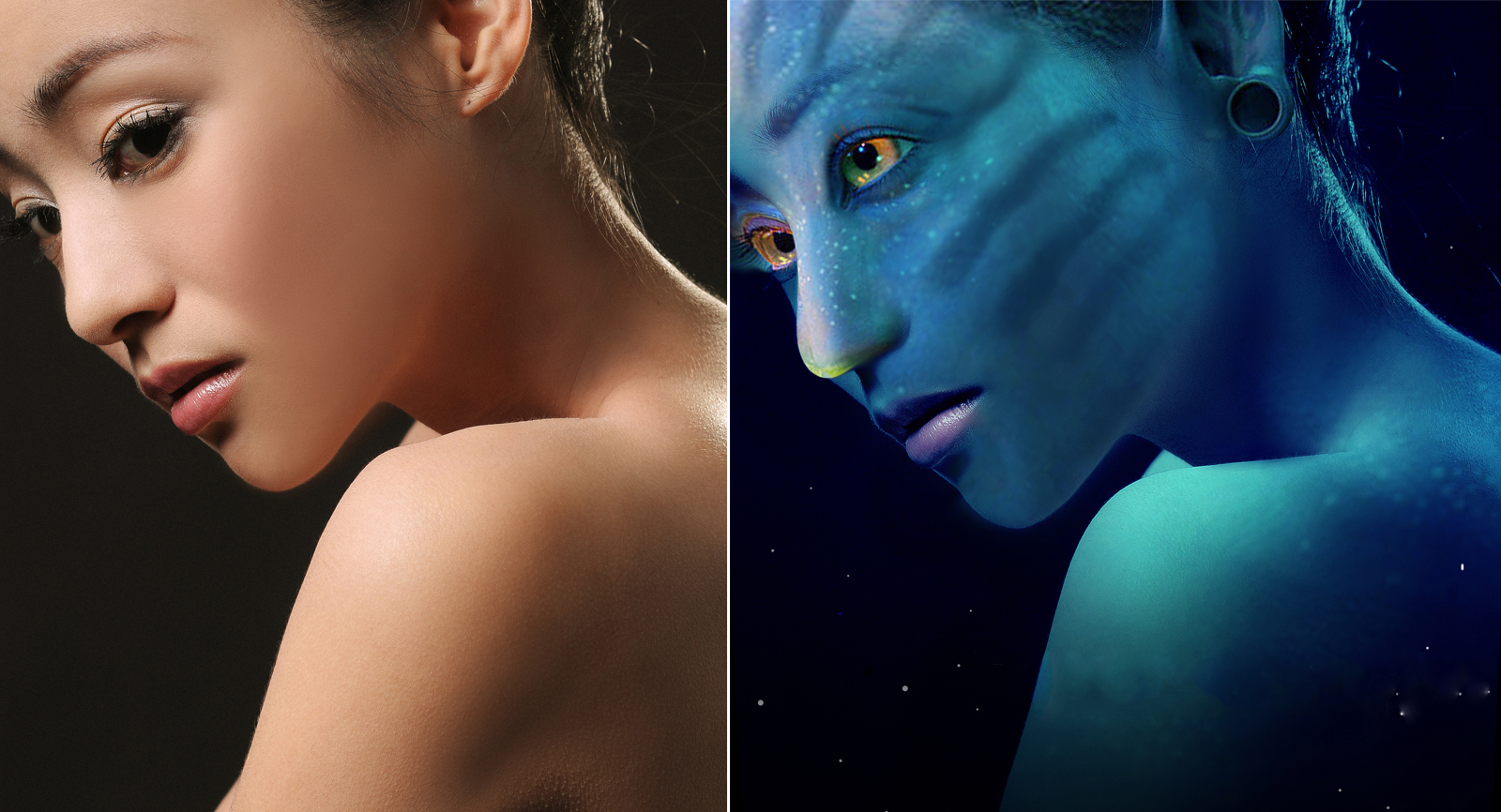
Herečka a avatar Tucia.

Distribuční společnost věnovala na reklamu a propagaci Avataru 220 milionů dolarů (celkový rozpočet s marketingem činí 460 000 000 $) a první recenze film vynášely do výšin coby „nejočekávanější film všech dob“, „největší show na světě“, „naprostou extázi“ nebo revoluční film, který několik let nikdo nepřekoná, s tím, že se výjimečně shodovaly ve zdůrazňování faktu, že 3D aspekt v Avataru není pouze „pro efekt“ ale jeho integrální součástí. Nekritický obdiv později vystřídaly i kritické recenze, jejichž autoři jmenovali filmy, které podle nich Avatar okopíroval. Kamil Fila takto později jmenoval Tanec s vlky či Pocahontas.
Armond White z New York Press o filmu prohlásil: „Avatar je nejkýčovitější film, který kdy byl natočen o tom, jak bílý člověk potřebuje najít ztracenou identitu a kompenzovat svou politickou, rasovou, sexuální a historickou vinu.“ a označil jej za béčkový film s vysokým rozpočtem. Explicitní protizápadní a protibělošské vyznění filmu kritizoval též Brussels Journal.
Petr Třešňák ve svém eseji pro týdenik Respekt psal, že rozruch kolem filmu je v západním světě dán také „zhmotněním duchovnosti“, myšlenkou posvátnosti Země. Dr. Richard Swier za Avatarem zase viděl „rekrutování pro ekoterorismus“.
Na českém serveru Movie Zone byl zvolen nejlepším filmem roku 2009 a nejdůležitějším filmem posledních deseti let.
Filmový kritik Kamil Fila s odstupem 9 let po premiéře zhodnotil, že technicky byla kvalita Avataru jako 3D filmu dalším vývojem kinematografie překonána, zůstal však nejlépe udělaným 3D filmem ve smyslu zapojení technologie do vyprávění a nápaditosti provádění diváků příběhem, „triky nepředvádí, ale zapojuje je do vyprávění“. Podle Fily se filmu daří propojovat akci, sci-fi a romantiku, jde o technologicky pokročilý film o přírodě, propagující myšlenku neničení přírody. Při zážitku na televizní obrazovce se dle něj ztrácí dojem, s odstupem času i ohromení z přelomové technologie a zůstává naivita a kýč.

### Recenze
Film CZ Archivováno 15. 1. 2015 na Wayback Machine., 07. 01. 2010,

## Návštěvnost a tržby

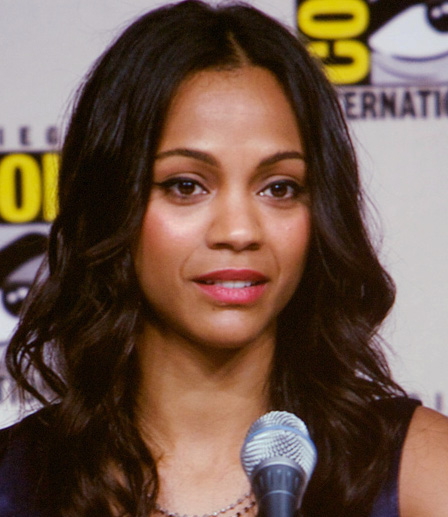
Zoe Saldana, představitelka Neytiri.

Avatar je statisticky nejúspěšnější film své doby a jeden z (divácky i komerčně) nejúspěšnějších filmů vůbec. Držel také světové rekordy za tržby v 2. až 7. týdnu od uvedení, což podporuje předpoklad, že lidé na něj chodili na doporučení těch, kteří jej již zhlédli. Tržby z 8. až 11. týdne jsou historicky na druhém místě za Titanikem.
Za první dva víkendy vydělal 77 a 75,6 milionu dolarů a k dalšímu rekordu – za vstupenky na filmová představení v USA – přispěl v posledním víkendu roku 2009, kdy výnosy v amerických kinech dosáhly částky 270 milionů dolarů. Během prvních týdnů zájem o jeho zhlédnutí předčil volnou kapacitu míst v kinosálech a diváci, kteří přišli na poslední chvíli a již nedostali lístek, přispěli svou návštěvou paralelně promítaným filmům.
Po 17 dnech od uvedení vydělal 352 111 000 dolarů v USA a Kanadě, v ostatních zemích 666 700 000 USD, což z něj ve své době udělalo film, který nejrychleji pokořil miliardovou hranici. Překonal jej až Jurský svět (2015), který zvládl pokořit miliardu za 10 dní.[zdroj?]
Dne 25. ledna 2010 předběhl film Titanic v tržbách a stal se nejvýdělečnějším filmem historie (bez započtení inflace).
Film v kinech celkově vydělal 2 782 000 000 amerických dolarů.
Avatar je první film historie, který překonal hranici 2 miliard dolarů.[zdroj⁠?!] Dlouho byl také jediný, dokud zmíněnou hranici nepřekonal v dubnu 2019 také Avengers: Endgame.[zdroj⁠?!] V srpnu 2010 překonal stejnou částku pouze v zahraničních tržbách (nejvíce tržil v Číně, Japonsku, Francii, Velké Británii, Německu, Rusku a Jižní Koreji – v každé z těchto zemí přes 100 milionů USD; v Česku utržil v přepočtu zhruba 12 470 000 dolarů).
Více než 3/4 diváků na něj zavítalo do sálů s podporou 3D projekce (3D digital, IMAX), třeba i proto, že kritika Avatar vyzdvihovala nejen jako film, ale jako zážitek, který je vhodné si vychutnat pomocí této technologie v takto vybavených kinosálech, na rozdíl od možností v běžné domácnosti.

## Ocenění
- Film získal Zlatý glóbus za nejlepší dramatický snímek. James Cameron dostal Zlatý glóbus za nejlepší režii.[17][18]
- Film získal tři Oscary: za výpravu, kameru a vizuální efekty.

## Reakce
- V Číně byla od 23. ledna 2010 stažena z kin jeho 2D verze (nadále se promítala jen 3D verze) a objevily se i později dementované zprávy o stažení filmu jako takového.[19] Důvodem, proč Čína omezila film, byla zřejmě ochrana domácí kinematografie, jelikož Avatar na sebe strhával veškerou pozornost a byl pro ostatní domácí filmy přílišnou konkurencí.[20] Úplný zákaz filmu v nejlidnatější zemi světa by měl velký vliv na jeho zámořské a potažmo celkové tržby. Jiným důvodem mohl být strach čínské vlády z toho, že se obyvatelé sami srovnávají s utlačovaným lidem Na'vi.[21]
- K filmu se vyjádřil i papež, což není příliš obvyklé. Benedikt XVI. Avatar kritizoval za nedostatek emocí[22] a biocentrické „uctívání přírody“.[23]
- Slovo Avatar se stalo memem, některé zpravodajské servery jej několikrát použily při popisu střetu zájmů britské těžařské společnosti Vedanta Resources na vytěžení bauxitu z posvátné hory východoindického kmene Dongria Kondh.[24]
- Bolivijský levicový prezident Evo Morales film pochválil a prohlásil, že film „je výzvou k utlačovaným národům Jižní Ameriky do boje proti kapitalismu a neokolonialismu“.
- Film byl kritiky kouření tabáku odsouzen za to, že jedna z hlavních hrdinek ve scénách hodně kouří. Režisér kritiku odmítl s tím, že filmy nemají zobrazovat jen to hezké ze světa, ale i to ošklivé.[25]

## Soundtrack
Autorem hudby k filmu je James Horner, pro kterého to byl třetí film, na kterém spolupracoval s režisérem Jamesem Cameronem. Předtím spolupracovali na filmech Vetřelci a Titanic.
| Pořadí | Název | Délka |
| ------ | --- | ----- |
| 1.     | You Don't Dream in Cryo. ....                                                                                 | 6:09  |
| 2.     | Jake Enters His Avatar World                                                                                  | 5:24  |
| 3.     | Pure Spirits of the Forest                                                                                    | 8:49  |
| 4.     | The Bioluminescence of the Night                                                                              | 3:37  |
| 5.     | Becoming One of "The People", Becoming One with Neytiri                                                       | 7:43  |
| 6.     | Climbing Up "Iknimaya – The Path to Heaven"                                                                   | 3:18  |
| 7.     | Jake's First Flight                                                                                           | 4:49  |
| 8.     | Scorched Earth                                                                                                | 3:32  |
| 9.     | Quaritch | 5:01  |
| 10.    | The Destruction of Hometree                                                                                   | 6:47  |
| 11.    | Shutting Down Grace's Lab                                                                                     | 2:47  |
| 12.    | Gathering All the Na'vi Clans for Battle                                                                      | 5:14  |
| 13.    | War | 11:21 |
| 14.    | I See You (Theme from Avatar) (zpívá Leona Lewis, autory textu jsou Horner, Thaddis Harrell a Simon Franglen) | 4:20  |

| Deluxe Edition - bonusové skladby | Deluxe Edition - bonusové skladby | Deluxe Edition - bonusové skladby |
| Pořadí                            | Název                             | Délka                             |
| --------------------------------- | --------------------------------- | --------------------------------- |
| 15.                               | Pandora                           | 3:17                              |
| 16.                               | Viperwolves Attack                | 3:49                              |
| 17.                               | Great Leonoptryx                  | 1:33                              |
| 18.                               | Escape from Hellgate              | 3:25                              |
| 19.                               | Healing Ceremony                  | 2:21                              |
| 20.                               | The Death of Quaritch             | 5:20                              |

## Filmové pokračování
Natáčení dalších dílů filmu Avatar bylo režisérem Cameronem od roku 2006 (tj. tři roky před vlastním uvedením prvního filmu) mnohokrát oznámeno včetně přesných termínů vytvoření scénáře, zahájení produkce atp.
V únoru 2016 byl naplánován začátek natáčení na duben 2016 na Novém Zélandu. V dubnu 2016 režisér Cameron oznámil, že budou současně natočeny čtyři filmy s uvedením do kin v roce 2018, 2020, 2022 a 2023. Na konci října 2016 Cameron uvedl, že chce pro tyto filmy využít techniku 3D fotografie s prostorovým vjemem bez potřeby používat 3D brýle.
V lednu 2017 nebylo natáčení ještě zahájeno. Premiéra filmů byla odložena na 16. prosinec 2022 (Avatar: The Way of Water), 19. prosinec 2025 (Avatar: Oheň a prach), 21. prosinec 2029 (Avatar 4) a 19. prosinec 2031 (Avatar 5).

## Internetové stránky
V souvislosti s filmem vznikla Pandorapedie – anglicky psaná internetová encyklopedie zasvěcená filmu Avatar a jeho světu. Jsou zde veškeré údaje o zbraních, fauně, flóře, místních obyvatelích Na'vi, jejich zvycích a kultuře a o projektech na planetě Pandora. Mimoto také existuje fanouškovská wiki stránka zvaná James Cameron's Avatar Wiki.